# 古谷沙織
古谷 沙織（ふるや さおり、1982年3月1日 - ）は、東京都出身のタレント。身長165cm、B82・W56・H83。血液型A型。アバンギャルドに所属していた。2005年春あたりから活動を縮小（もしくは休業）していたが、2007年末に「水野まい」名義でデジタル写真集を発売。また2008年末には「古谷まい」名義でデジタル写真集を3タイトル同時発売した。

## 出演

### ビデオ、DVD
- sharpness（2002年10月25日、ベガファクトリー）
- C-Girls vol.1（2003年12月25日、イーネット・フロンティア）折原みかと共演。

### TV
- フジテレビ「あしたのG」
- TBS 「デジ屋台」(デジモ)
- テレビ東京 「爆笑問題の開け!記憶の扉」アシスタント
- 日本テレビ「超K-1宣言!」K-1ジャパンガール
- グラビアの美少女（MONDO21）

### CM
- キャドバリー・ジャパン「POWER MINTS GUM」（2004年）パワーミンツガールズとして

## レースクイーン
- 2002年、2004年　JLOC NOMAD(レースクイーン)